# Antonov An-74
De An-74 (Russisch: Ан-74) (NAVO-codenaam: Coaler) is een tweemotorig vliegtuig van de Oekraïense vliegtuigbouwer Antonov. De An-74 heeft de bijnaam Tsjeboerasjka vanwege de gelijkenis tussen de twee hooggeplaatste motoren en de grote oren van het gelijknamige Russische animatiefiguurtje.
De An-74 is een speciale versie van de Antonov An-72. De An-74 werd ontworpen om te opereren in zwaar weer en poolcondities.

## Specificaties

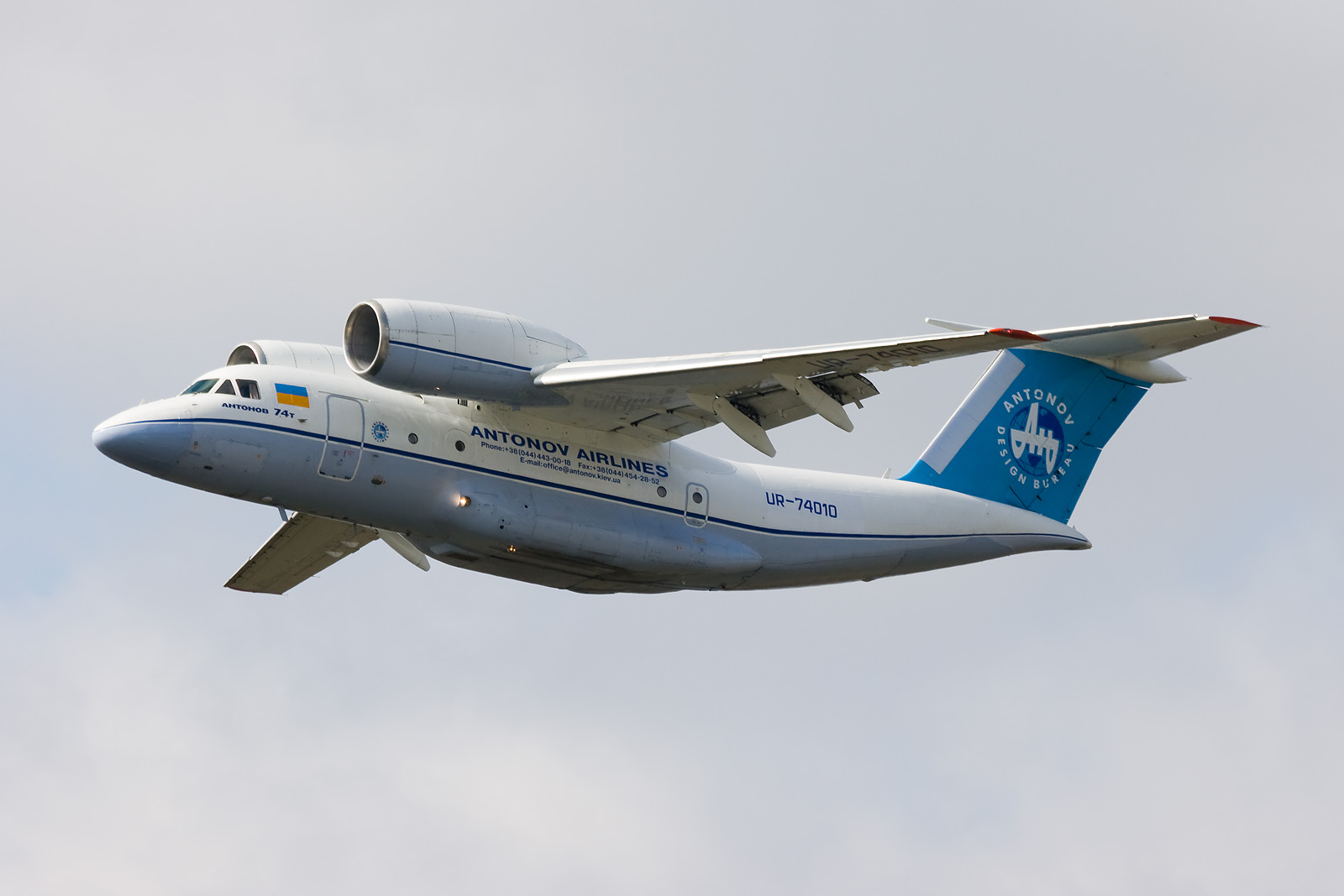
Een An-74 van Antonov Airlines

- Bemanning: 5
- Maximumcapaciteit: 68 passagiers
- Lengte: 28,07 m
- Spanwijdte: 31,89 m
- Hoogte: 8,65 m
- Vleugeloppervlak: 98,62 m²
- Leeggewicht: 19.050 kg
- Laadvermogen: 10.000 kg
- Maximum startgewicht: 37.500 kg
- Motoren: 2 x Lotarev D-36 of D-436
- Aantal motoren: 2
- Maximumsnelheid: 705 km/h
- Kruissnelheid: 600 km/h
- Maximale reikwijdte: 4.800 km